# 196540 Weinbaum
196540 Weinbaum è un asteroide della fascia principale. Scoperto nel 2003, presenta un'orbita caratterizzata da un semiasse maggiore pari a 2,7345759 au e da un'eccentricità di 0,2702043, inclinata di 8,47064° rispetto all'eclittica.
L'asteroide è dedicato a Stanley G. Weinbaum, scrittore di fantascienza statunitense.